# Madame le juge
 (février 2023).
Si vous disposez d'ouvrages ou d'articles de référence ou si vous connaissez des sites web de qualité traitant du thème abordé ici, merci de compléter l'article en donnant les références utiles à sa vérifiabilité et en les liant à la section « Notes et références ».
Madame le Juge est une série télévisée française en six épisodes de 90 minutes, créée par Raymond Thévenin et diffusée du 11 mars au 15 avril 1978 sur Antenne 2.

## Synopsis
Aix-en-Provence, années 1970. Après la mort accidentelle de son époux, la quinquagénaire Élisabeth Massot, ex-avocate, reprend du service, mais en tant que juge d'instruction. En plus des affaires qui lui sont confiées, elle doit se débattre avec les problèmes de la vie quotidienne et notamment ses rapports avec son fils Guillaume. Heureusement, elle est bien entourée : elle peut compter sur son greffier, Nicolas, qui l'aide dans ses investigations professionnelles, et sur son vieil ami, Me Deroche.

## Distribution
- Simone Signoret : Élisabeth Massot
- Jean-Claude Dauphin : Nicolas, le greffier
- Didier Haudepin : Guillaume Massot
- François Perrot : Le substitut
- Michel Vitold : Me Deroche
- Jean-Pierre Darras : le commissaire - épisode 1
- Nathalie Delon : Françoise Muller - épisode 1
- Henri Rellys : le grand-père - épisode 1
- André Lacombe : Dagorne - épisode 1
- Jean-Pierre Castaldi : Peroni - épisode 1
- Maurice Ronet : Charles Bais - épisode 2
- Georges Wilson : le Dr Noël - épisode 2
- Anna Karina : Emma - épisode 2
- Élisabeth Margoni : Camille - épisode 2
- Philippe Léotard : Albert - épisode 3
- Juliet Berto : l'épouse d'Albert - épisode 3
- Étienne Chicot : Bob - épisode 3
- Marie Trintignant : la fille d'Albert - épisode 3
- Évelyne Grandjean : la greffière - épisode 3
- Maurice Garrel : Paul - épisode 4
- Michel Blanc : un vigile - épisode 4
- Jacques Maury : Tonio, le second vigile - épisode 4
- Mario David : l'avocat - épisode 5
- Benoît Ferreux : Jean-Michel, l'accusé - épisode 5

## Épisodes
1. Le Dossier Françoise Muller d'Édouard Molinaro, scénario, adaptation et dialogues Alphonse Boudard
2. Monsieur Bais de Claude Barma, scénario, adaptation et dialogues Pierre Dumayet
3. Un Innocent de Nadine Trintignant, scénario et dialogues Patrick Modiano
4. Le Feu de Philippe Condroyer, scénario Mariette Condroyer, dialogues Roger Grenier
5. 2 + 2 = 4 de Claude Chabrol, scénario Claude Chabrol, adaptation et dialogues Odile Barsky
6. Autopsie d'un témoignage de Philippe Condroyer, scénario et adaptation Mariette Condroyer, dialogues Mariette et Philippe Condroyer